# Paul Antony Mullassery

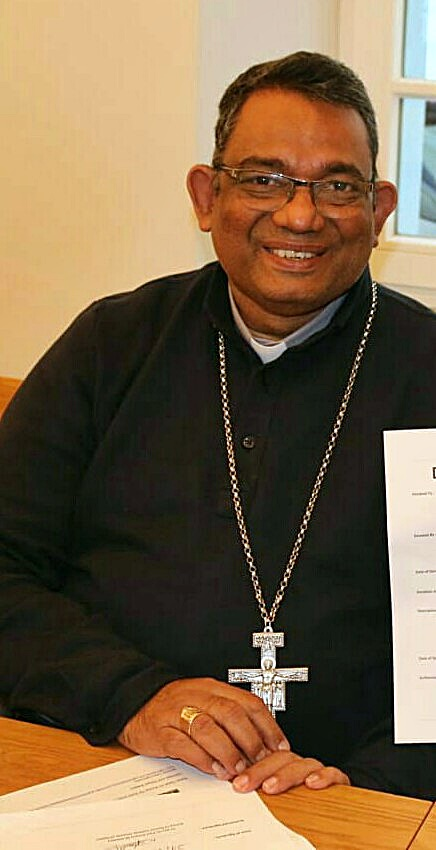
Bischof Paul Antony Mullassery, in Siegburg, 2018

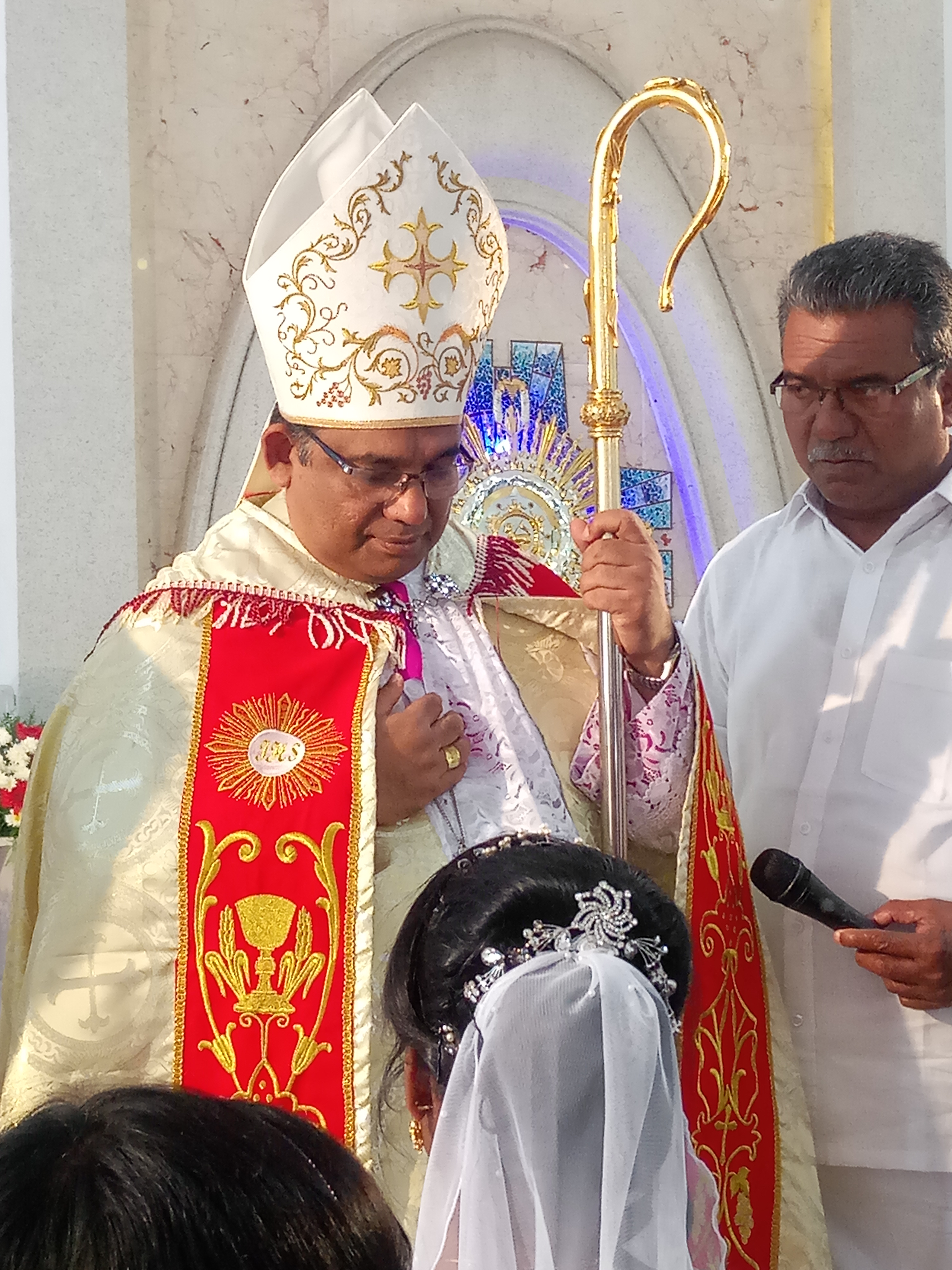
Bischof Paul Antony Mullassery, in Indien, 2019

Paul Antony Mullassery (* 15. Januar 1960 in Kaithakody, Kerala, Indien) ist ein indischer Geistlicher und römisch-katholischer Bischof von Quilon.

## Leben
Paul Antony Mullassery besuchte das St. Raphael’s Minor Seminary und das Trinity Lyceum in Kollam, danach das Päpstliche Seminar St. Joseph in Aluva. Am 22. Dezember 1984 empfing er die  Priesterweihe. Danach studierte er in Rom und promovierte in Kirchenrecht an der Päpstlichen Universität Urbaniana. Mullassery erwarb noch ein weiteres Doktorat an der Päpstlichen Universität Gregoriana. In den Ferienzeiten wurde er öfter als Seelsorger in Deutschland tätig, u. a. mehrfach in Groß-Umstadt.
Zurückgekehrt nach Indien avancierte er zum Kanzler der Diözesan-Kurie des Bistums Quilon sowie zum stellvertretenden Generalvikar und Bischofsvikar in pastoralen Angelegenheiten. 1997 wurde er Professor für Kirchenrecht  an der Theologischen Hochschule von Tillery, Kollam; 2006 erhielt er den Titel Päpstlicher Ehrenkaplan (Monsignore).
Ab 2013 amtierte Paul Antony Mullassery als Offizial, seit 2017 als Generalvikar seines Bistums.
Am 18. April 2018 ernannte ihn Papst Franziskus zum Bischof von Quilon; am 3. Juni 2018 erteilte ihm sein Vorgänger Stanley Roman die Bischofsweihe.
Bischof Mullassery ist Fachmann für kirchenrechtliche Fragen und hat ein großes kirchengeschichtliches Interesse.